# 彼此のコレカラ
「彼此のコレカラ」（かれこれのコレカラ）は、2022年8月26日にVirgin Musicから配信された、meiyoのメジャー4作目の楽曲。

## 背景
前作『チャイニーズブルー』以来約6か月ぶりのリリースとなった。
本作は、前山田健一をサウンドプロデューサーに迎えており、meiyoの楽曲で外部のプロデューサーを起用したのはメジャーデビュー後初となる。
2022年4月30日に、株式会社Plottが運営しているYouTubeアニメ『混血のカレコレ』に楽曲を書き下ろしたことが発表され、オープニングテーマとして起用された後、2022年8月24日にmeiyoのYouTubeチャンネルで行われた生配信にて、本楽曲のタイトルが「彼此のコレカラ」であることと、8月26日に配信リリースされることが発表された。

## ミュージックビデオ
彼此のコレカラ
ミュージックビデオのイラストは塚野葛が手掛けており、2022年8月25日に公開された。

## 収録内容
| #         | タイトル           | 作詞      | 作曲      | 編曲              | 時間 |
| --------- | ------------------ | --------- | --------- | ----------------- | ---- |
| 1.        | 「彼此のコレカラ」 | meiyo     | meiyo     | meiyo、前山田健一 | 2:33 |
| 合計時間: | 合計時間:          | 合計時間: | 合計時間: | 合計時間:         | 2:33 |

## タイアップ
彼此のコレカラ
YouTubeアニメ『混血のカレコレ』オープニングテーマ

## 参加ミュージシャン
- meiyo（Vocal & Drums）
- qurosawa（Guitar）
- Nobuhiro Osawa（Bass）

## カバー
カレコレ屋(カゲチヨ、シディ : 宮瀬尚也、ヒサメ : 栗坂南美）
2022年9月10日に、YouTubeチャンネル「混血のカレコレ」にて動画が公開された。